# Pont Gillois
Pour les articles homonymes, voir Gillois (homonymie).
 (février 2019).
Si vous disposez d'ouvrages ou d'articles de référence ou si vous connaissez des sites web de qualité traitant du thème abordé ici, merci de compléter l'article en donnant les références utiles à sa vérifiabilité et en les liant à la section « Notes et références ».
Le Bac amphibie ou Gillois, fabriqué par le groupe allemand Eisenwerke-Kaiserslautern (en français fonderie de Kaiserslautern), est un dispositif militaire  permettant de déployer rapidement un pont mobile ou fixe sur une coupure humide.
La conception du Gillois autorise une mise en œuvre rapide et un personnel restreint, avec un aménagement minimum du terrain. Il permet le franchissement des cours d'eau aux véhicules à roues et à chenilles, soit par pont, soit par portière.
Ce matériel de pontage est de classe nominale 65 pour véhicules des gammes tactiques.

## Historique
C'est à la fin de la Seconde Guerre mondiale que le lieutenant Jean Gillois servant alors au 211e bataillon de ponts lourds de la 1re Armée française eut l'idée d'un camion flottant sur lequel reposerait un élément de pont.
En 1954, devenu chef de bataillon, Jean Gillois rejoint le service du génie en Allemagne de l'Ouest et bénéficie de l'appui du général Legrand, commandant et directeur du génie des forces françaises en Allemagne.
Bénéficiant d'une grande autonomie budgétaire (due aux crédits d'occupation versés par l'Allemagne de l'Ouest) le projet est lancé. Trois sociétés allemandes sont contactées (c'était la condition du financement de ce projet). Seul le docteur Gehlen (propriétaire d'Eisenwerke-Kaiserslautern) accepte de relever le défi sous réserve que le commandant Gillois soit présent à ses côtés pour diriger le bureau d'étude.
Un marché est signé en 1955 pour la fourniture d'un bac amphibie de classe 20, de trois engins ponts de classe 50/60 et d'un pont autonome d'accompagnement non amphibie. En janvier 1962, le ministre des Finances français, soucieux de limiter les sorties de capitaux du pays, demande que le maximum de sous-traitance soit confié à des sociétés françaises et que des dispositions soient prises pour rapatrier en France la production des engins Gillois. En mars 1963 est créée la société Pontesa (à Sarreguemines) qui associe EWK à la société française de Dietrich. Pontesa se voit confier l’exclusivité de la production jusqu'en 1969.
En septembre 1963, la direction centrale des constructions et armes navales (DCCAN) fait savoir à la délégation ministérielle pour l'armement qu'elle souhaite produire les engins Gillois à Lorient, afin de compenser la baisse d'activités de l'arsenal. Techniquement, l'arsenal de Lorient doit disposer des plans de définition et d'une assistance technique d'EWK afin de préserver l'homogénéité du parc. Il faut lever l'exclusivité accordée à Pontesa. En mars 1965, la fabrication des engins est confiée à la direction technique des constructions navales. Un compromis avec Pontesa est trouvé en août 1966 : Pontesa conserve la fabrication des engins rampe-travure et des bacs tandis que Lorient est responsable des engins travures et les ponts automoteurs. Pontesa garantit l'État français contre tout recours de tiers en matière de propriété industrielle et s'engage à fournir les plans à Lorient. En contrepartie, l'État indemnisera Pontesa pour rupture d'exclusivité. Les premiers matériels sont livrés au 23e régiment du génie de Rastatt qui est chargé des essais. Le programme de livraison des engins Gillois s'est achevé en 1972 et les dernières livraisons ont eu lieu en 1973. En tout, ce sont environ 250 engins qui ont été construits (toutes versions confondues) pour l'armée française. Le 10e régiment du génie de Spire sera le dernier régiment à en être doté jusqu'à sa dissolution en 1997.

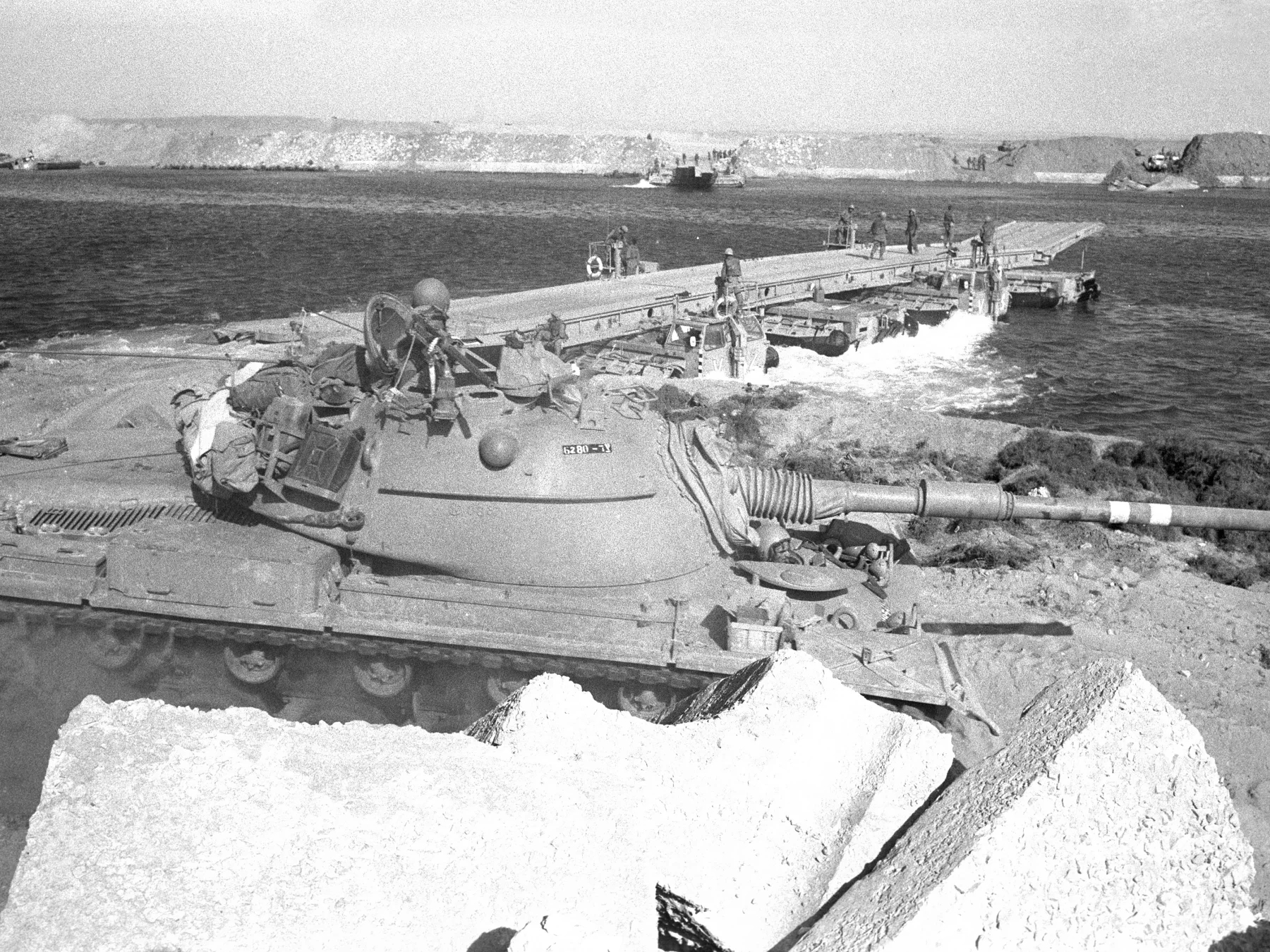
Mise en place d'un pont Gillois dans le canal de Suez en 1973 par l'armée israélienne.

Le pont Gillois sera utilisé en opérations de combat seulement par Israël lors de la guerre du Kippour pour franchir le canal de Suez.

## Emploi par l'armée française
À l'époque de son apparition, le bac Gillois est sans aucun doute un matériel sans équivalent dans le monde, capable de transborder des engins d'une masse de 25 tonnes maximum. En version pont, il supporte des charges de l'ordre de 50 tonnes. Pour passer de la version route à la version bac, il lui faut 45 minutes, et 65 minutes pour constituer un pont de 100 mètres de long. Le bac Gillois (l'invention du colonel est tellement exceptionnelle que l'engin portera, fait rarissime, le nom de son inventeur) évite les lourds et encombrants convois de portiques, grandes barges amenées par route, si sensibles aux attaques de l'ennemi. Il faut compter de l'ordre d'une demi-journée pour installer un pont d'une centaine de mètres, à l'aide de portiques qui sont joints par des portières.

Dans les années 1970, le bac Gillois est idéal pour transborder des engins non amphibies comme l'EBR ou l'AMX-30.

## Matériel successeur
L'engin de franchissement de l'avant succède au Gillois.

## Caractéristiques
Le Gillois est composé de plusieurs matériels (et suivant les évolutions), travure type I, travure type II A, travure type II D, travure type II E, poseur de rampes, rampe travure.

### Travure
Les ponts et les portières sont constitués de travures possédant leur propre autonomie de propulsion, verrouillés les uns aux autres, et d’une rampe d’accès à chaque extrémité. Les ponts peuvent s’adapter à toutes les largeurs de brèche pour une capacité de débit de 250 véhicules par heure. La travure constitue un élément de pont d'environ 9 mètres avec une voie de roulement de 4 mètres. Elle se compose essentiellement d’un tablier central, de deux poutres-caissons latéraux et de deux passerelles. La travure est mise en œuvre par un équipage  constitué d’un sous-officier chef de module, d’un conducteur/mécanicien, et de deux hommes d'équipage.

### Poseur de rampes
La rampe est un élément du Gillois assurant la continuité de passage entre la berge et le module de rive, la rampe d’accès a une voie de roulement de 4 mètres de large. Elle est équipée d’élargisseurs de voie. Afin de s’adapter à la hauteur des berges, elle est manœuvrable en site grâce à un groupe hydraulique alimentant deux vérins. La rampe est mise en œuvre par un équipage constitué d’un sous officier chef d'engin, d’un conducteur/mécanicien et de deux hommes d’équipages.

### Rampe travure
Afin d'améliorer le concept du Gillois, l'idée d'un véhicule modulaire pouvant être utilisable en travure ou en rampe.
Ce système modulaire permet de déposer la rampe.

## Anciens utilisateurs
- France : Mis en service dans les années 1960 pour succéder au matériel d'origine américaine (M4 T6, US 60 t…) qui équipait les compagnies de pont lourd d'équipage.
  - 1er régiment du génie (1er RG).  - dissous
  - 2e régiment du génie  (2RG)  - dissous
  - 3e régiment du génie  (3RG)
  - 4e régiment du génie  (4RG)  - dissous
  - 9e régiment du génie  (9RG)  - dissous
  - 10e régiment du génie (10RG) - dissous
  - 11e régiment du génie (11RG) - dissous
  - 12e régiment du génie (12RG) - dissous. Régiment dépendant du 1er régiment du génie
  - 13e régiment du génie (13RG)
  - 19e régiment du génie (19RG)
  - 23e régiment du génie (23RG) - dissous. Régiment "testeur"
  - 32e régiment du génie (32RG) - dissous
  - 33e régiment du génie (33RG) - dissous
  - 71e régiment du génie (71RG) - dissous
  - École d'application du génie (Angers)
- Allemagne de l'Ouest - Nombre réduit (année 1958), avant de passer sur M2.
- États-Unis - 552e compagnie du Génie du 11th Engineer Group (7e armée des États-Unis), caserné à Darmstadt.
- Israël - Gillois surnommé Timsach, Bataillon 601. Récupérés en Allemagne à la suite de « l'abandon » par les Américains.
- Royaume-Uni - 50e Escadron Field.